# Pat Rice
Pour les articles homonymes, voir Rice.
Patrick « Pat » James Rice, né le 17 mars 1949 à Belfast, est un footballeur international nord-irlandais reconverti entraîneur.

## Biographie

### Joueur

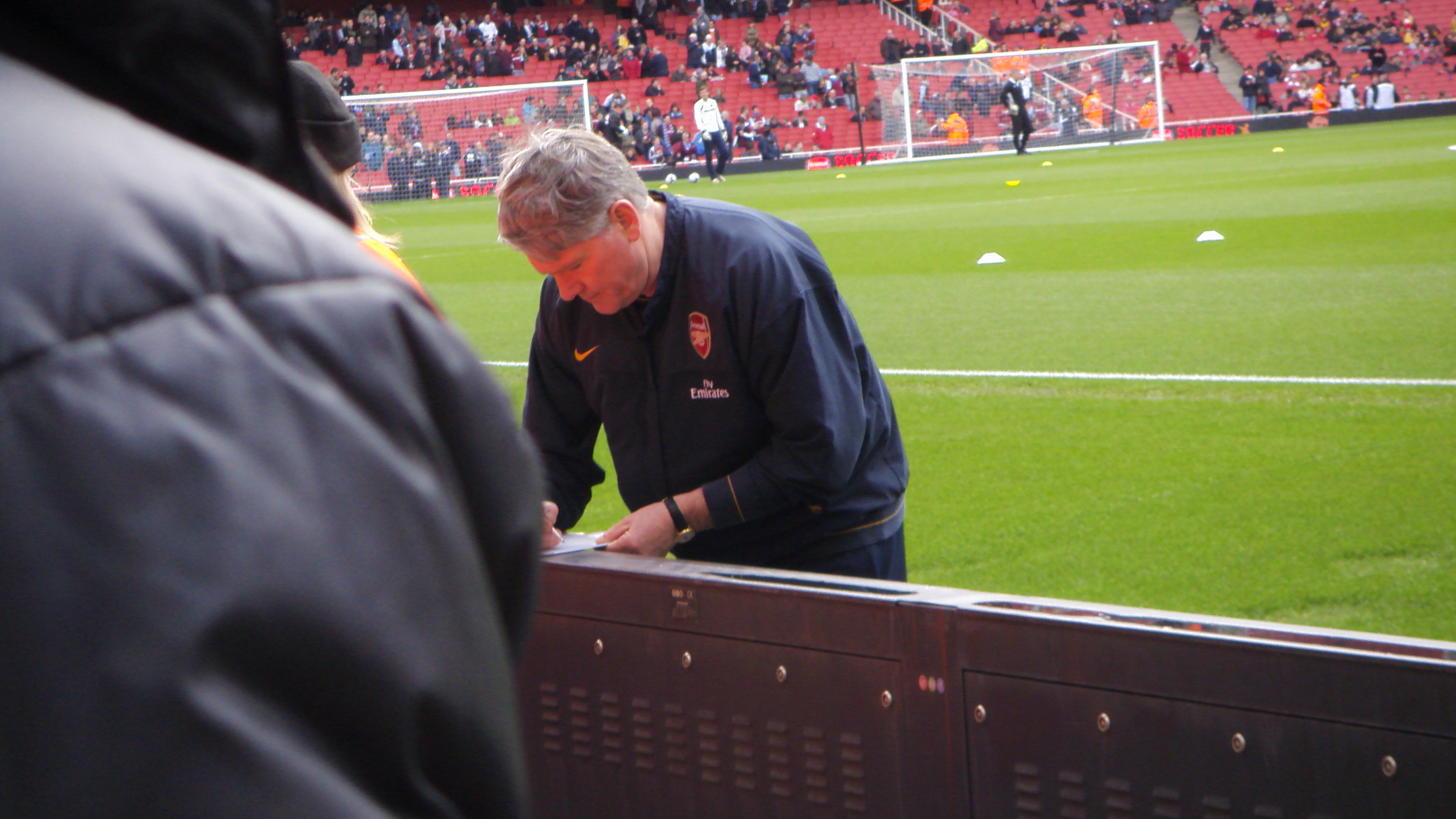
Pat Rice avec Arsenal en 2015.

Quoique né à Belfast, Rice grandit à Londres et après avoir travaillé aux marchands de fruits et légumes sur la Route Gillespie, il rejoint les Gunners d'Arsenal comme apprenti en 1964. Il devient professionnel en 1966 et grimpe au sein du centre de formation et des équipes remplaçantes. Il fait ses débuts en équipe première en Coupe de la Ligue contre Burnley le 5 décembre 1967, un match qu'Arsenal remporte 2-1.
Jouant défenseur droit, Rice est initialement un joueur remplaçant, faisant seulement 16 apparitions dans ses trois premières saisons à Arsenal. Cependant, il honore sa première sélection pour l'Irlande du Nord, contre Israël le 10 septembre 1968, tandis qu'il est toujours en grande partie un remplaçant, Peter Storey étant le défenseur droit titulaire d'Arsenal, mais après avoir été déplacé au poste de défenseur central, Pat Rice prend sa place et est presque toujours titulaire à ce poste.
Pat Rice continue à jouer pour la sélection d'Irlande du Nord, amassant 49 sélections en onze ans de carrière internationale, qui se termine avec son dernier match international contre l'Angleterre le 17 octobre 1979, une défaite 5-1. Rice quitte finalement Arsenal en 1980 à l'âge de 31 ans, en ayant joué 528 matchs pour le club.
Il est transféré à Watford, jouant 137 fois pour les Frelons et aidant le club à monter en Premier League avant de prendre sa retraite sportive en 1984.

### Entraîneur
Après avoir entraîné les équipes jeunes d'Arsenal de 1984 à 1996, il devient l'entraîneur adjoint d'Arsène Wenger cette même année.
Le 5 mai 2012, il annonce qu'il prend sa retraite.

## Palmarès

### Arsenal
- FA Youth Cup :
  - Vainqueur : 1966

- Football League Première Division :
  - Champion: 1970/71
- FA Cup :
  - Vainqueur: 1971, 1979

### Watford
- Football League Seconde Division :
  - Vice-champion : 1981-1982

### Arsenal
- FA Youth Cup :
  - Vainqueur : 1988, 1994

- Premier League :
  - Vainqueur : 1997-1998, 2001-2002, 2003-2004
  - Vice-champion : 1998-1999, 1999-2000, 2000-2001, 2002-2003, 2004-2005
- FA Cup :
  - Vainqueur : 1998, 2002, 2003, 2005
  - Finaliste : 2001
- Charity Shield :
  - Vainqueur: 1998, 1999, 2002, 2004